# Kameradschaft (film)
Kameradschaft (Frans: La Tragédie de la mine) is een Duits-Franse dramafilm uit 1931 onder regie van Georg Wilhelm Pabst.

## Verhaal
Door het Verdrag van Versailles wordt Elzas-Lotharingen na de Eerste Wereldoorlog een deel van Frankrijk. Een oude mijn in het grensgebied moet daarom worden opgesplitst. In het Franse deel van de mijn ontstaat brand. De Duitse kompels sturen een reddingsoperatie naar beneden.

## Rolverdeling
| Acteur            | Personage          |
| ----------------- | ------------------ |
| Alexander Granach | Kasper             |
| Fritz Kampers     | Wilderer           |
| Ernst Busch       | Wittkopp           |
| Elisabeth Wendt   | Anna               |
| Daniel Mendaille  | Jean Leclerc       |
| Marguerite Debos  | Jeans Mutter       |
| Andrée Ducret     | Françoise Leclerc  |
| Alex Bernard      | Grootvader Jacques |